# Ministerium für wirtschaftliche Entwicklung (Polen)
Das Ministerium für wirtschaftliche Entwicklung (polnisch Ministerstwo Rozwoju, abgekürzt MR) war eine oberste Behörde der Republik Polen, die im Bereich Verwaltung der Wirtschaftspolitik und regionalen Entwicklung zuständig war. Das Ministerium wurde am 8. Dezember 2015 (mit Rückwirkung bis zum 16. November 2015) im Zuge der Überführung des Ministeriums für Infrastruktur und Entwicklung  sowie der Auflösung des Wirtschaftsministeriums gegründet. Die Organisationsstruktur der Behörde (Abteilungen und Büros) wurde in einer Satzung vom 28. Januar 2016 festgelegt.